# Walter Obersberger
Walter Obersberger ist ein ehemaliger österreichischer Radrennfahrer.

## Sportliche Laufbahn
Obersberger war Spezialist für Querfeldeinrennen (heutige Bezeichnung Cyclosport).
1974 gewann er seinen ersten nationalen Titel in dieser Disziplin vor Franz Wiesinger. 1975 siegte er vor Helmut Roltner. Ein Jahr später verteidigte er den Titel vor Christian Glaner. 1978 gewann er den Titel erneut. 1971 war er Vize-Meister. Mehrfach startete Obersberger bei den UCI-Weltmeisterschaften im Querfeldeinrennen. Der 31. Platz 1977 war dabei sein bestes Ergebnis.